# Tim Minchin
Timothy David Minchin, født 7. oktober 1975 i Northampton, er en australsk komiker, skuespiller og musiker.
Han er mest kendt for sin musikalske komik, som har medført tre plader, tre DVD'er og et antal live shows over hele kloden. Han har også optrådt i radio og TV både i Australien og England.
Han voksede op i Perth, Australien og studerede ved University of Western Australia inden han flyttede til Melbourne 2002. Han brød igennem med showet "Dark Side", og deltog i 2005 i den internationale komediefestival i Melbourne og i Edinburgh Fringe Festival.
En dokumentarfilm om Minchin, Rock N Roll Nerd (regisseret af Rhian Skirving) blev frigivet i biograferne 2008  og blev vist på ABC1 2009